# Nicolas Tiangaye

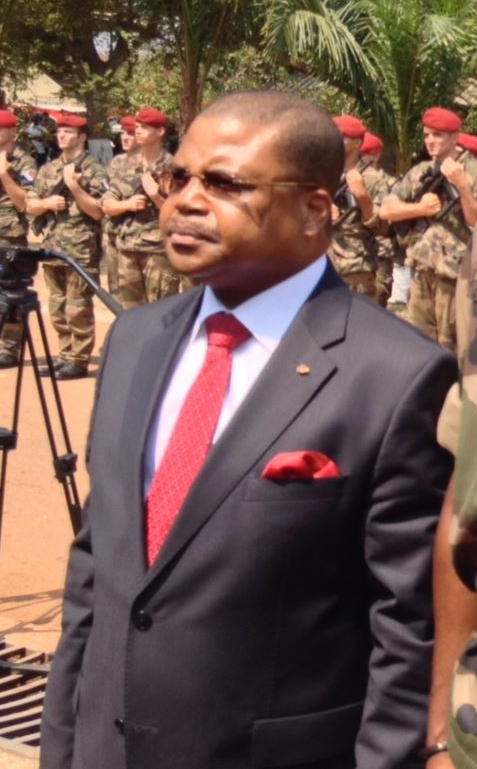
Nicolas Tiangaye (2013)

Nicolas Tiangaye (* 13. September 1956 in Bocaranga) ist ein zentralafrikanischer Rechtsanwalt und Politiker.
Er war von 2003 bis 2005 Präsident des Nationalen Übergangsrates. Seit dem 17. Januar 2013 war er Premierminister der Zentralafrikanischen Republik. Aufgrund von Forderungen der Nachbarstaaten trat Tiangaye am 10. Januar 2014 zurück.